# Les Braban
Les Braban est un roman de Patrick Besson publié le 24 août 1995 aux éditions Albin Michel et ayant reçu le prix Renaudot la même année.

## Éditions
- Les Braban, éditions Albin Michel, 1995,  (ISBN 978-2226078513).